# Ширококрылый канюк
Ширококрылый канюк (лат. Buteo platypterus) — вид птиц из семейства ястребиных. Выделяют шесть подвидов.

## Распространение
Обитают в Северной Америке, зимуют в Мексике, Центральной и Южной Америке. На карибских островах, в том числе на Кубе, проживают эндемичные подвиды. Они, в отличие от остальных, не являются перелётными и живут в одних и тех же местах весь год.

## Описание
Длина тела 34-44 см, вес 265—560 г, размах крыльев 81-100 см. Оперение самцов и самок одинаковое, но самки немного крупнее и тяжелее самцов.
Существует две морфы — светлая и темная.

## Биология
Рацион зависит от местных условий (доступности добычи) и включает млекопитающих, земноводных, других птиц, рептилий. Роль насекомых в рационе неясна. При этом они известны из желудочного содержимого Buteo platypterus и могут являться для них важным источником пищи.